# OR6X1
OR6X1 (англ. Olfactory receptor family 6 subfamily X member 1) – білок, який кодується однойменним геном, розташованим у людей на короткому плечі 11-ї хромосоми. Довжина поліпептидного ланцюга білка становить 312 амінокислот, а молекулярна маса — 34 727.
| 10         |  | 20         |  | 30         |  | 40         |  | 50         |
| ---------- |  | ---------- |  | ---------- |  | ---------- |  | ---------- |
| MRNGTVITEF |  | ILLGFPVIQG |  | LQTPLFIAIF |  | LTYILTLAGN |  | GLIIATVWAE |
| PRLQIPMYFF |  | LCNLSFLEIW |  | YTTTVIPKLL |  | GTFVVARTVI |  | CMSCCLLQAF |
| FHFFVGTTEF |  | LILTIMSFDR |  | YLTICNPLHH |  | PTIMTSKLCL |  | QLALSSWVVG |
| FTIVFCQTML |  | LIQLPFCGNN |  | VISHFYCDVG |  | PSLKAACIDT |  | SILELLGVIA |
| TILVIPGSLL |  | FNMISYIYIL |  | SAILRIPSAT |  | GHQKTFSTCA |  | SHLTVVSLLY |
| GAVLFMYLRP |  | TAHSSFKINK |  | VVSVLNTILT |  | PLLNPFIYTI |  | RNKEVKGALR |
| KAMTCPKTGH |  | AK         |  |            |  |            |  |            |

A: Аланін

C: Цистеїн

D: Аспарагінова кислота

E: Глутамінова кислота

F: Фенілаланін

G: Гліцин

H: Гістидин

I: Ізолейцин

K: Лізин

L: Лейцин

M: Метіонін

N: Аспарагін

P: Пролін

Q: Глутамін

R: Аргінін

S: Серин

T: Треонін

V: Валін

W: Триптофан

Кодований геном білок за функціями належить до рецепторів, g-білокспряжених рецепторів, білків внутрішньоклітинного сигналінгу. 
Локалізований у клітинній мембрані, мембрані.